# Houtouwan
Houtouwan és un poble de pescadors abandonat a la banda nord de l’illa Shengshan, una de les illes Shengsi, una cadena de 400 illes situada a 40 milles a l'est de Xangai, Xina.
El poble va ser llar per a més de 2,000 pescadors entre altres residents, però va ser abandonat a principis de la dècada de 1990. Avui el poble és llar només d'un grapat de persones, però és una atracció turística popular. Les raons per l'abandonament pràcticament total del poble inclouen problemes amb l'educació i el lliurament d'aliments. Des del seu abandonament, la vegetació s'ha apoderat del que havia estat un poble ben viu.